# Alison Skayhan
Alison Skayhan (Beaverton, 6 agosto 1992) è un'ex pallavolista statunitense, di ruolo palleggiatrice.

## Carriera

### Club
La carriera di Alison Skayhan inizia nei tornei scolastici dell'Oregon, giocando per la Central Catholic HS. Dopo il diploma gioca per il Florida Southern, impegnato nella NCAA Division II, dal 2010 al 2014, saltando per infortunio il torneo del 2013.
Nel campionato 2015-16 approda in Germania, dove difende i colori dell'Erfurt, in 2. Bundesliga: raggiunge la promozione in 1. Bundesliga, che disputa nel campionato seguente, dopo il quale si ritira.